# Кузьмино (Ступинский район)
Кузьмино — село в Ступинском районе Московской области в составе Городского поселения Михнево (до 2017 года) (до 2006 года — входило в Кузьминский сельский округ).

## Население
| 2002 | 2006 | 2010 |
| ---- | ---- | ---- |
| 9    | →9   | ↗26  |

Кузьмино расположено на севере района, недалеко от границы с городским округом Домодедово, на левом берегу реки Каширка, высота центра села над уровнем моря — 172 м. Ближайшие населённые пункты: Короськово — около 1 км на северо-запад и Усады — на юге, на другом берегу реки.
На 2016 год в Кузьмино 3 улицы и 3 садовых товарищества. Впервые в исторических документах селение упоминается в 1627 году, как село Кузьминское, с 1646 года — Кузьмино. В селе с XVI века действует Козьмодемьянская церковь, вновь отстроенная в 1854—1875 годах — кирпичная однокупольная церковь в русско-византийском стиле с шатровой колокольней. Была закрыта в 1944 году, возобновлена в 1992 году, памятник архитектуры федерального значения.